# 米特羅法尼鄉

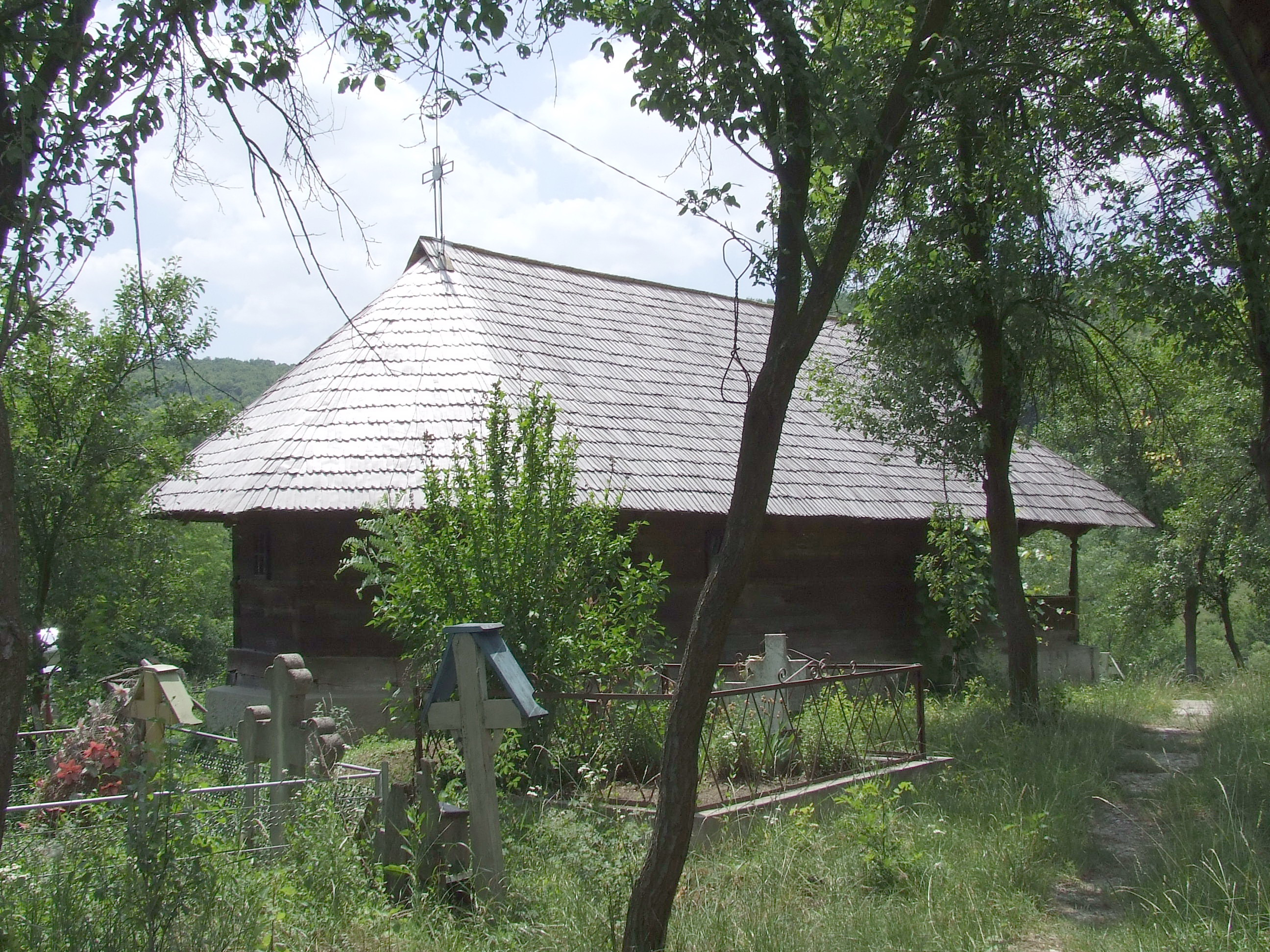

44°44′N 24°13′E / 44.733°N 24.217°E
米特羅法尼鄉（羅馬尼亞語：Comuna Mitrofani, Vâlcea），是羅馬尼亞的鄉份，位於該國西南部，由沃爾恰縣負責管轄，處於布加勒斯特以西150公里，每年平均降雨量1,040毫米，海拔高度227米，2002年人口1,246。